# جوليان سميث
جوليان سميث (بالإنجليزية: Julian Smith )‏ (و. 1971 – م) هو سياسي، من المملكة المتحدة، ولد في استيرلينغ، هو عضوٌ في حزب المحافظين.

## مناصب
تولى منصب عضو البرلمان في المملكة المتحدة.

## التعليم
تعلم في جامعة برمنجهام.